# Lenguajes Gráficos del Diseño
Los lenguajes gráficos del diseño se definen como conjuntos de signos visuales organizados sistemáticamente, a los efectos de la prefiguración proyectual, que permiten representar gráficamente –o transcribir– las distintas relaciones formales diferenciales existentes de algún aspecto de una realidad dada.
El concepto de lenguaje para entender a los sistemas de representación visual tradicionales –Perspectiva y Sistema Monge– proviene de los desarrollos de la semiótica de fines del siglo XX (Guerri 1984; 1988; 2003; Grupo µ 1992). Se habla de lenguaje en tanto se refiere a la necesidad de producción de sentido, y gráfico, porque en este caso se trata, en los términos de Charles Sanders Peirce, de una representación predominantemente icónico-indicial y no fundamentalmente simbólica como lo es en el lenguaje verbal. Estos métodos de dibujo conforman un sistema ordenado de valores que puede ser definido, entonces, como lenguajes gráficos en tanto signos con reglas precisas de combinación y transformación.
Cada uno de estos lenguajes gráficos se estructura a partir de una ‘gramática’ determinada, aunque ésta, como en el caso de los sistemas gráficos tradicionales –Perspectiva y Sistema Monge–, no aparezca descripta explícitamente como tal, sino como meras reglas y métodos de ejecución gráfica para la representación espacial: reglas para el dibujar proyectual. Es decir, en palabras de León Battista Alberti (1435), en su tratado De Pictura, “Se necesitan reglas para imitar la verdad”.
Cada lenguaje gráfico, y no sólo el lenguaje verbal, por su propia naturaleza y capacidad agentiva, realiza un arbitrario y excluyente recorte de la realidad del diseño arquitectónico, gráfico, industrial, etcétera.
Existen tres grupos de lenguajes gráficos:
1. las Proyecciones Geométricas Cónicas o Perspectiva –siglo XV, Filippo Brunellechi, Piero della Francesca y Alberto Durero– que sirven para representar la cualidad y suscitar una sensación de espacio-habitable.
2. a) las Proyecciones Geométricas Ortogonales Concertadas –o Sistema Monge, siglo XVIII– que sirven principalmente para controlar y resolver las cuestiones relativas a la cuantificación del espacio materializable, tal como inmediatamente lo aplicó Jean Nicolas Louis Durand y
2. b) aunque menos utilizadas en el proyecto arquitectónico –excepto por Le Corbusier– están, en un lugar intermedio, la Perspectiva Axonométrica o Proyecciones Geométricas Oblicuas que permiten simultáneamente una lectura cuali-cuantitativa del espacio proyectual, y finalmente,
3. las Proyecciones Geométricas Relacionales o Lenguaje Gráfico TDE –finales del siglo XX–, que dan cuenta de la organización –selección y combinación– de las operaciones formales: lo que César Jannello (1980) denominó diseño puro.